# セルクル
セルクル(フランス語: cercle)は、ケーキ、タルト、クッキーなど、主に洋菓子を作るときに使用する型もしくは枠で底のないもの。洋菓子だけでなく、他の菓子や料理に使うこともある。調理用の型の総称は強いて言えばムール(フランス語: moule)。

## 形状と材質
洋菓子用の型には多種多様なものがあるが、セルクルと呼べるのは、枠だけで底のないもの。ホールケーキ用の型には、底が取り外せる家庭用の型もあるが、普通はセルクルと呼べない。

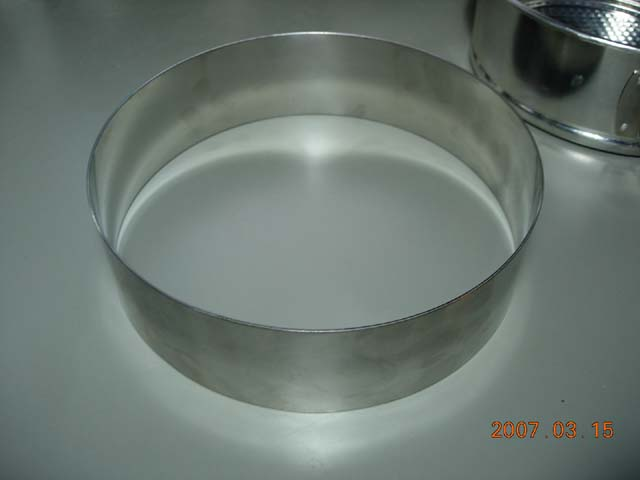
円形のセルクル(6号)

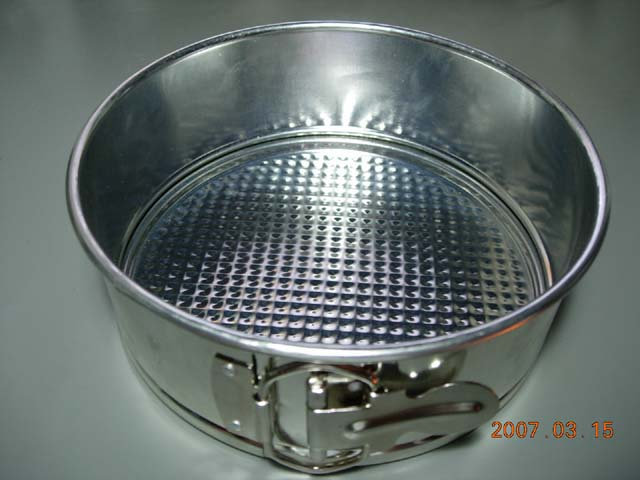
円形の型(6号)、底が取り外せる家庭用のもの

最も一般的なものは円形だが、正方形・長方形のものもある。また、クッキー用に生地から目的の形に抜き取るための小型のものもある。これは円形だけでなく、多彩な形状があり、星型・ハート型・六角形・葉形・各種動植物などである。

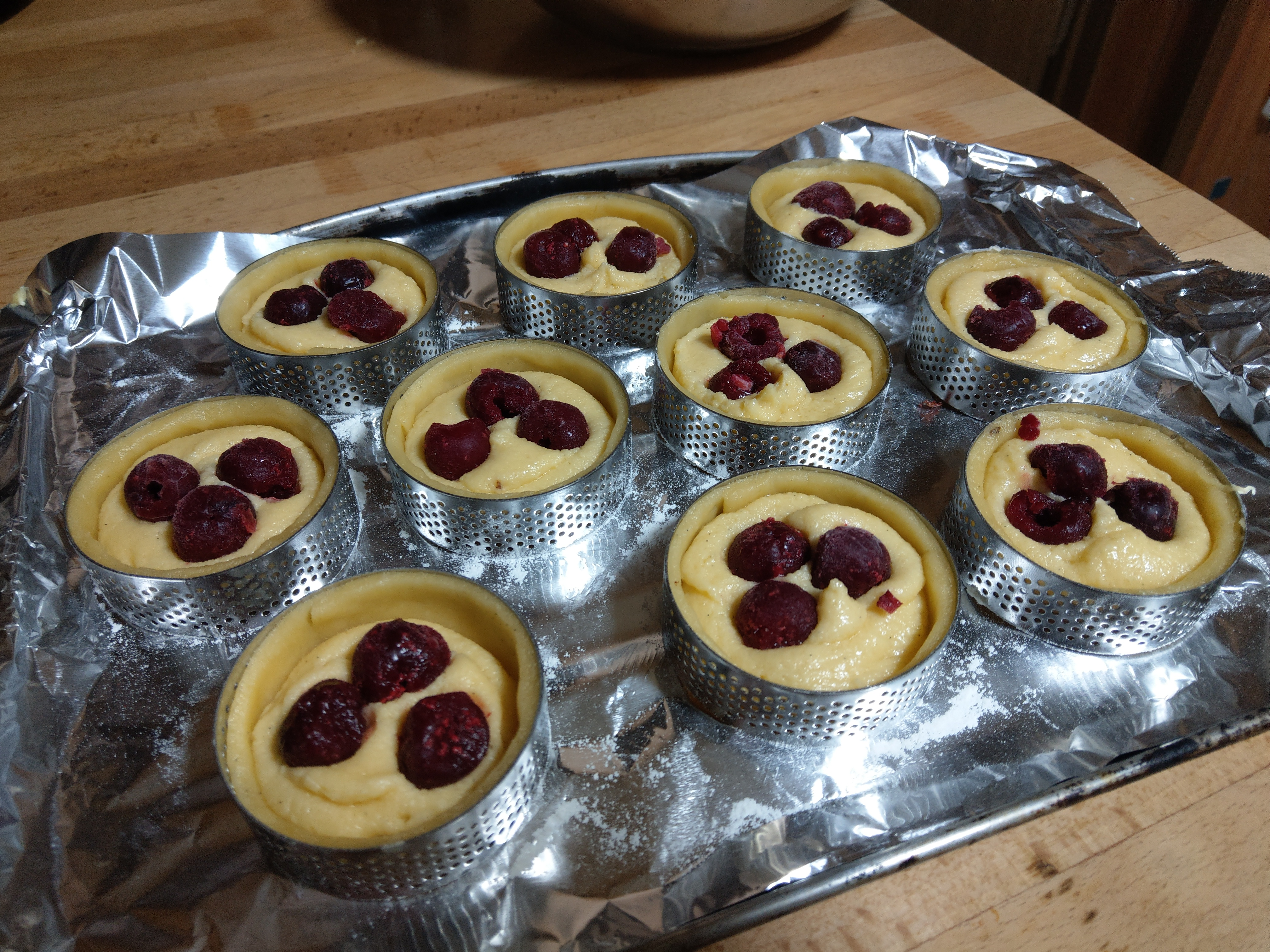
タルト用のセルクルリング

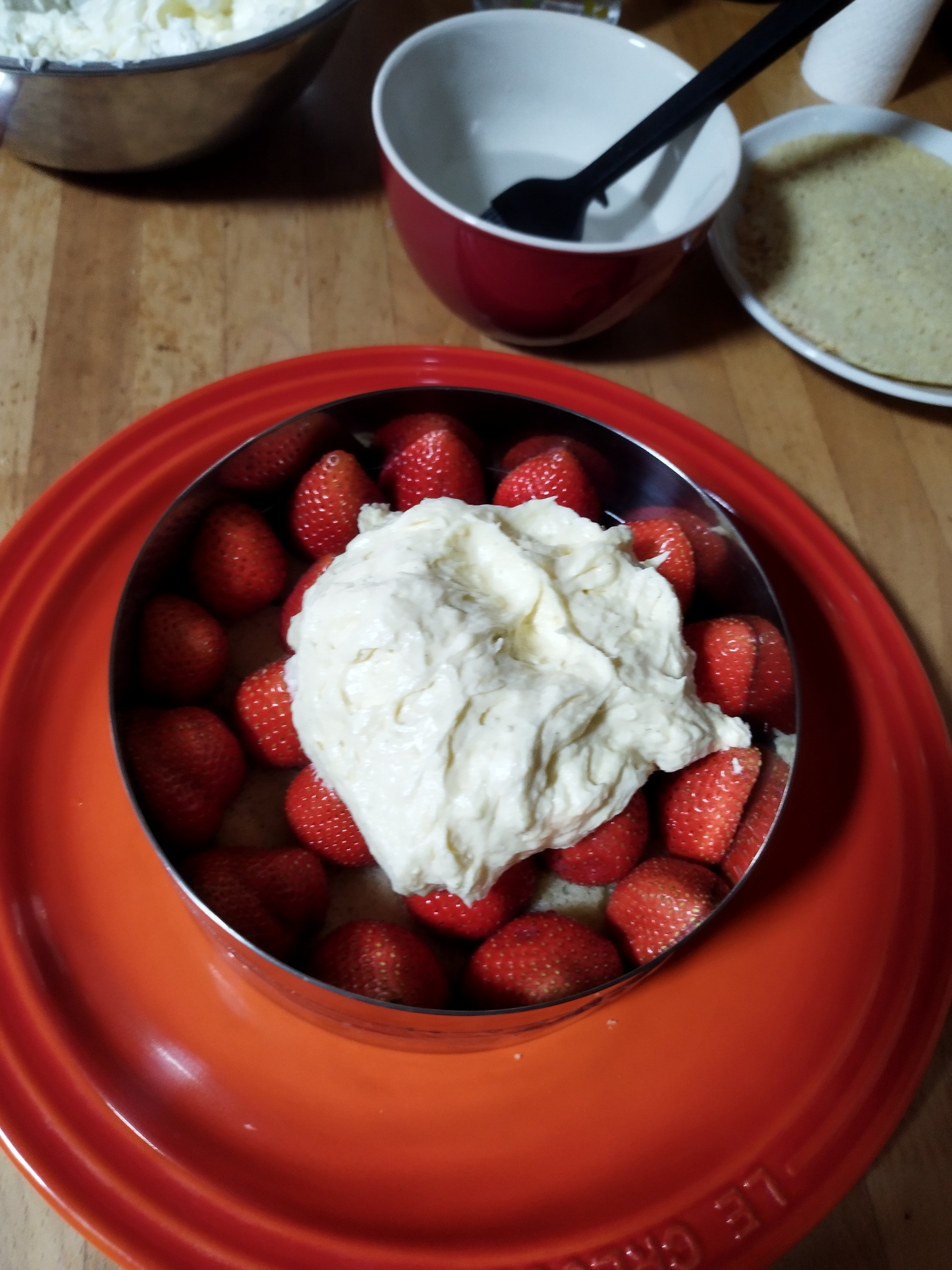
大きいケーキに使用するセルクルリング

材質は、一般にオーブンの熱に耐える必要があることから、鉄に鍍金したものや、ステンレスなど、金属が多い。近年は耐熱シリコンで作られたものもある。いわゆるオーブンペーパー(クッキングペーパー)を使った紙製のものもあるが、これは使い捨てで、複雑な形状もできないため多くは円形となる。 生菓子や氷菓だけに使える木製、竹製、プラスチック製のものもある。

## 語源
フランス語における、本来の意味は「円」。もちろん、複数の意味で使われる（旧フランス植民地における統治単位など）。
このような型は各国・各民族で独立に創作されていたと思われるが、1960年代～1970年代以降の日本の西洋料理・洋菓子の中心がフランス料理であるために、フランス語が使われていると思われる。